# Ida Karlsson
Ida Karlsson, född 30 juni 2004 i Grytnäs, är en svensk ishockeyspelare som spelar för University of Minnesota Duluth. Karlsson har även medverkat i svenska landslaget och gjorde sin debut år 2023.